# Nouveau Parti démocratique du Nouveau-Brunswick
Le Nouveau Parti démocratique du Nouveau-Brunswick (NPD) (anglais : New Brunswick New Democratic Party, NDP) est un parti politique actif au niveau provincial au Nouveau-Brunswick (Canada) ; il est l'aile provinciale du Nouveau Parti démocratique fédéral.  Parmi les caractéristiques du parti, on note ses orientations sociales-démocrates et socialistes et ses liens avec les organisations syndicales. 
Alex White est le chef du parti.

## Chefs du NDP du N-B
| Nom                         | Chef                                                                         |
| --------------------------- | ---------------------------------------------------------------------------- |
| J. Albert Richardson        | 1970 - 1971                                                                  |
| Pat Callaghan               | 1971                                                                         |
| J. Albert Richardson        | 1971 - 1976                                                                  |
| John LaBossiere             | 1976 - 1980                                                                  |
| George Little               | 1980 - 1988                                                                  |
| Elizabeth Weir              | 1988 - 2005                                                                  |
| Allison Brewer              | 2005 - 2006                                                                  |
| Pat Hanratty (intérim)      | 2006 - octobre 2007                                                          |
| Roger Duguay                | octobre 2007 - 25 octobre 2010                                               |
| Jesse Travis (intérim)      | 28 novembre 2010 - 2 mars 2011                                               |
| Dominic Cardy               | 2 mars 2011 - 1er janvier 2017                                               |
| Rosaire L'Italien (intérim) | 9 janvier 2017 - 10 août 2017                                                |
| Jennifer McKenzie           | 10 août 2017 - 25 février 2019                                               |
| Mackenzie Thomason          | 24 mars 2019 - 14 septembre 2021 (intérim) 14 septembre 2021 - 28 juin 2022, |
| Alex White (intérim)        | 28 juin 2022 - 2023                                                          |
| Alex White                  | 2023 - actuel                                                                |

## Députés NPD à l'Assemblée législative du Nouveau-Brunswick
Actuellement, il n'y a aucun député du NPD à l'Assemblée législative du Nouveau-Brunswick. Auparavant, trois candidats ont été élus :
- Robert Hall, pour la circonscription de Tantramar (1982-1987)
- Peter Trites, pour la circonscription de Saint-Jean-Est (1984-1987)
- Elizabeth Weir, pour les circonscriptions de Saint-Jean-Sud (1991-1995) puis Saint-Jean-Havre (1995-2005)

L'ancêtre du NPD, le Parti social démocratique du Canada, n'a jamais remporté de siège au Nouveau-Brunswick.